# St. Joseph (condado de La Crosse)
St. Joseph es un lugar designado por el censo (en inglés, census-designated place, CDP) ubicado en el condado de La Crosse, Wisconsin, Estados Unidos. Según el censo de 2020, tiene una población de 487 habitantes.

## Geografía
La localidad está ubicada en las coordenadas 43°47′8″N 91°2′37″O / 43.78556, -91.04361. Según la Oficina del Censo de los Estados Unidos, St. Joseph tiene una superficie total de 4.90 km², correspondientes en su totalidad a tierra firme.

## Demografía
Según el censo de 2020, hay 487 personas residiendo en St. Joseph. La densidad de población es de 100 hab./km². El 95.48% son blancos, el 0.21% es afroamericano, el 0.41% son amerindios, el 0.41% son asiáticos, el 0.41% son de otras razas y el 3.08% son de dos o más razas.